# Cephaloziella muelleriana
Cephaloziella muelleriana là một loài rêu trong họ Cephaloziellaceae. Loài này được R.M. Schust. mô tả khoa học đầu tiên năm 1996.